# Agnes Joy
Agnes Joy (internationaler Titel: Agnes Joy; Isländisch: Hæ, hó Agnes Joy) ist ein isländisches Drama aus dem Jahr 2019. Regie führte Silja Hauksdóttir. Der Film feierte am 5. Oktober 2019 beim Busan International Film Festival in Busan (Südkorea) Premiere und wurde am 17. Oktober 2019 erstmals in Island gezeigt. Der Film wurde als bester Film des Jahres mit dem isländischen Filmpreis Edda 2020 ausgezeichnet und als isländischer Beitrag für den besten fremdsprachigen Film bei der 93. Oscar-Verleihung ausgewählt.

## Handlung
Rannveig fühlt sich in allen Situationen ihres alltäglichen Vorstadtlebens ausgelaugt und kraftlos. Sie hat einen Job, den sie hasst, und eine Ehe, die langsam stirbt. Darüber hinaus kämpft sie ständig mit ihrer rebellischen 18-jährigen Tochter Agnes und kann es nicht ertragen, dass Agnes erwachsen wird und sie zurücklässt. Als ein neuer Nachbar, Hreinn, vor ihrer Haustür auftaucht, stehen Rannveig und ihre Familie vor neuen Herausforderungen, die außerhalb ihrer Kontrolle liegen. Hreinn ist Schauspieler und will in der Stadt an einem Filmdrehbuch arbeiten. Sowohl Rannveig als auch ihre Tochter interessieren sich für ihn.

## Rezeption
Der Film wurde 2020 als bester isländischer Film mit dem Filmpreis Edda ausgezeichnet und erhielt fünf weitere Eddas, unter anderem für Katla M. Þorgeirsdóttir als beste weibliche Hauptdarstellerin.